# Бешанов, Владимир Васильевич
Владимир Васильевич Беша́нов (род. в 1962 году, Брест, СССР) — белорусский писатель и публицист, специализирующийся на историческом ревизионизме на тему истории Великой Отечественной войны. Проживает в Бресте. Капитан 3-го ранга в отставке.

## Ранние годы
Родился в семье морского офицера, окончил с золотой медалью среднюю школу № 17. Окончил Калининградское высшее военно-морское училище им. Макарова, зенитно-артиллерийское отделение. Был распределён на Северный флот в город Полярный. Позднее переведён на Черноморский флот. Служил на плавбазе подводных лодок «Магомед Гаджиев». В 1992 году ушёл в отставку, не желая подчиняться требованию принять украинскую присягу. Работал начальником деревообрабатывающего цеха, экспедитором, редактором издательства, директором клуба юных моряков.

## Литературное творчество
Первая книга Бешанова, «60 сражений Наполеона», вышла в 2000 году в издательстве «Харвест». В дальнейшем автор переключился на написание популярных книг по истории Великой Отечественной войны. В период с 2000 по 2010 год написал 11 книг. Сотрудничает с издательствами «Харвест» и «Яуза». Книги Бешанова пользуются высоким спросом: некоторые из них выдержали по 5—7 переизданий.

## Критика
В своей статье про деятельность Жукова в Великой Отечественной войне М. Е. Беспалов называет книги Бешанова «разоблачительными», претендующими на сенсационность. Так, в аннотации к книге Бешанова «Танковый погром 1941 года (Куда исчезли 28 тысяч советских танков?)» (2004) было написано:

Несмотря на множество публикаций, правдивая история Великой Отечественной войны до сих пор отсутствует. Поэтому данная книга во многих отношениях сенсационна.
Бешанова относят к числу публицистов ревизионистского направления, кто, в частности, в своих работах придерживается непризнанной в исторической науке версии о превентивной войне Германии против СССР, согласно которой Сталин первым готовился напасть на Германию, а Гитлер его упредил.
Книгу Бешанова «Танковый погром 1941 года» наряду с трудами Суворова, Солонина и других, А. М. Мамадалиев считает крайне тенденциозной, поскольку критикуя командование РККА, Бешанов подбирает «соответствующую» статистику, совершенно умалчивая о его достоинствах. В. А. Григорькин обвиняет Бешанова, что в своих книгах он оперирует «отдельными цитатами из мемуаров», в диссертации на соискание кандидатской степени Шихамировой Патимат Любовны написано, что ключевые события подвергаются им преднамеренному искажению. Впрочем, когда доходит до конкретных примеров «искажений», их у Патимат Любовны оказывается всего два — непризнание Бешановым авторитета ряда советских военачальников, например, Буденного, и осуждение Бешановым действий кавалерии и «кавказских» национальных формирований РККА, как неэффективных. При этом указывается, как контрдовод, что историк Л.Гарт, напротив, писал, что красная кавалерия на Кавказе воевала хорошо, а местное население оказывало помощь РККА(стр.20).
Профессор Н. И. Беспалов (д. и. н.) относит Бешанова к числу «либеральных» историков-ревизионистов, а Д. О. Чураков (к. и. н.) и А. М. Матвеева (к. и. н.) в своей книге «Победа советского народа в Великой Отечественной войне 1941—1945 годов» описывают его как мифотворца:
Эти трагические первые месяцы войны породили шлейф чёрной мифологии. Ещё во времена горбачёвской катастройки или переломки страны с подачи А. Н. Яковлева в прессе стали появляться откровенно провокационные материалы. В них, следуя уже в традиционном для политики «гласности» ключе утверждалось, что в годы Великой Отечественной войны народ и режим якобы преследовали разные цели. Народ направил усилия на освобождение страны, а диктатор, «хозяин» Сталин стремился усилить свою систему «тоталитарной» тирании. Среди творцов и популяризаторов этого мифа можно назвать именитых фальсификаторов: В. В. Бешанова, Б. В. Соколова, М. С. Солонина, Л. А. Мерцалова и других.
Профессор М. А. Гареев (д. и. н., д. в. н.) относит Бешанова к числу тех, кому «хочется фальсифицировать историю Второй мировой войны, „перевоевать“ войну на бумаге».
Как отметили историки В. А. Борисов (к. и. н.) и С. С. Синютин (к. и. н.), его «домыслы и рассуждения противоречат не только реальному ходу войны, но и свидетельствуют о непонимании сути фашистского плана „Барбаросса“, смысла блицкрига», а выводы о «заваливании немцев трупами красноармейцев» абсурдны, так как противоречат общедоступным данным о потерях советских и немецких войск в 1941—1945 годах, неоднократно приводимых как российскими, так и зарубежными исследователями.
В. А. Григорькин (к. и. н.) называет работы Бешанова, как и его коллеги по ревизионистскому направлению В. Резуна (В. Суворова), «опусами», где те, по выражению историка, в своих книгах доказывают, что «большевики были криминальными типами и мечтали установить господство над всем миром». Кроме того, В. А. Григорькин относит Бешанова к тем отечественным ревизионистам, которые настроены на «полный пересмотр не только итогов Великой Отечественной войны, но и самого её хода, оценки многих операций (если не всех) и роли советского командования».

## Список публикаций
- 60 сражений Наполеона
- Бешанов В. В. Предисловие // Танковый погром 1941 года. — М., Минск: АСТ, Харвест, 2000. — 528 с. — (Военно-историческая библиотека). — 7000 экз. — ISBN 5-17-001806-1, ISBN 985-13-0277-5.
- Тарас А. Е., Бешанов В. В. Люди-лягушки. История подводных диверсионных средств и сил. — Минск: Харвест, 2000. — 528 с. — (Профессионал). — 7000 экз. — ISBN 985-13-0037-3, ISBN 5-17-001751-0.
- Бешанов В. В. Год 1942 — «учебный» / Под. общ. ред. А. Е. Тараса. — Минск: Харвест, 2002. — 624 с. — (Военно-историческая библиотека). — 5100 экз. — ISBN 985-13-0906-0.
- Бешанов В. В. Предисловие // Танковый погром 1941 года. — М., Минск: АСТ, Харвест, 2005. — 528 с. — (Военно-историческая библиотека). — 7000 экз. — ISBN 5-17-001806-1, ISBN 985-13-0277-5 ISBN 985-13-0148-5, ISBN 985-13-0277-5, ISBN 5-17-006797-6, ISBN 5-17-010870-2 ISBN 985-13-0766-1 ISBN 5-17-010870-2 ISBN 985-13-1084-0 ISBN 985-13-3759-5.
- Бешанов В. В. Кадры решают все. Суровая правда о войне 1941—1945 гг. — М.: АСТ, Харвест, 2006. — 352 с. — (Неизвестные войны). — ISBN 5-17-036779-1, ISBN 985-13-6996-9.
- Бешанов В. В. Год 1942 — «учебный» / Под. общ. ред. А. Е. Тараса. — М., Минск: АСТ, Харвест, 2006. — 656 с. — (Военно-историческая библиотека). — 3000 экз. — ISBN 5-17-036471-7, ISBN 985-13-6625-0.
- Бешанов В. В. Год 1942 — «учебный» / Под. общ. ред. А. Е. Тараса. — М.: Яуза, Эксмо, 2008. — 608 с. — (Великая Отечественная: Неизвестная война). — 5000 экз. — ISBN 978-5-699-30268-0.
- Год 1943 — «переломный»
- Год 1944 — «победный» (переиздание книги «Десять сталинских ударов»)
- 1945. Год поБЕДЫ
- Десять сталинских ударов
- Ленинградская оборона
- Кроваво-Красная Армия. По чьей вине?
- Красный блицкриг
- Брестская крепость
- «Летающие гробы» Сталина. «Все ниже, и ниже, и ниже»
- Воевали на «Гробах»! Упадок в танковых войсках
- Бешанов В. В. Энциклопедия авианосцев / Под. общ. ред. А. Е. Тараса. — Минск: Харвест, 2003. — 472 с. — (Библиотека военной истории). — 3000 экз. — ISBN 985-13-1367-X.